# Falcileptoneta higoensis
Espèce
Synonymes
- Leptoneta higoensis Irie & Ono, 2003

Falcileptoneta higoensis est une espèce d'araignées aranéomorphes de la famille des Leptonetidae.

## Distribution
Cette espèce est endémique de Kyūshū au Japon. Elle se rencontre à Sagara, à Asagiri, à Kuma, à Itsuki et à Yatsushiro dans la préfecture de Kumamoto.

## Description
Le mâle holotype mesure 1,82 mm et la femelle paratype 1,56 mm.

## Taxinomie
Cette espèce a été transférée du genre Leptoneta au genre Falcileptoneta par Irie et Ono en 2005.

## Étymologie
Son nom d'espèce, composé de higo et du suffixe latin -ensis, « qui vit dans, qui habite », lui a été donné en référence au lieu de sa découverte, l'ancienne province d'Higo.

## Publication originale
- Irie & Ono, 2003 : Notes on spiders of the families Leptonetidae and Cybaeidae (Araneae) from Kumamoto Prefecture, Kyushu, Japan. Bulletin of the National Museum of Nature and Science, Tokyo, sér. A, vol. 29, p. 177-183 (texte original).